# 빌 허친슨

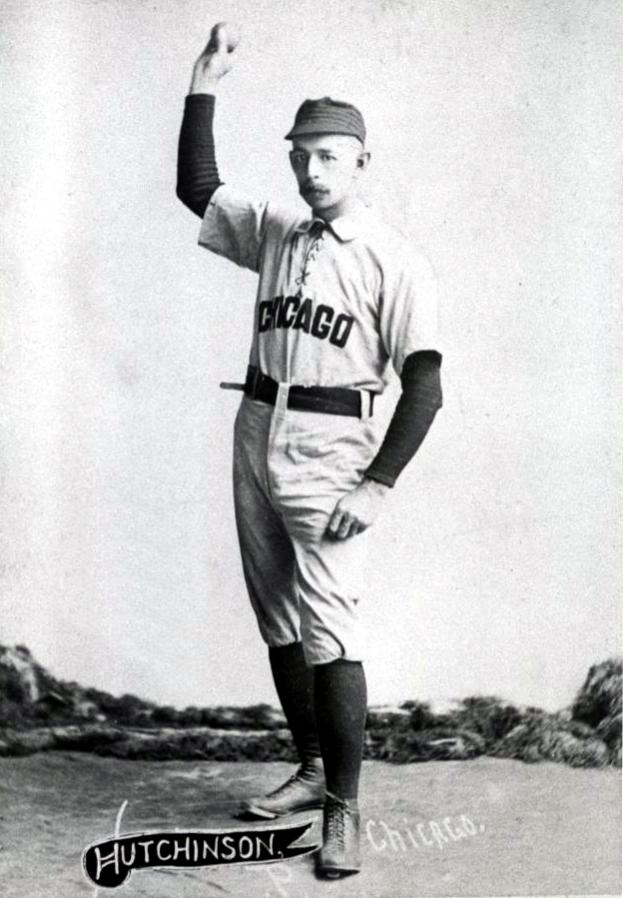

윌리엄 포레스트 "와일드 빌" 허친슨 (1859년 12월 17일 ~ 1926년 3월 19일)은 미국의 프로 야구 선수이다. 그는 캔자스시티 카우보이스, 시카고 컵스 및 세인트루이스 카디널스 와 함께 9개 시즌(1884, 1889–1897)의 일부에 걸쳐 우완 투수였다 . 그는 3년 연속(1890-1892) 시즌 동안 내셔널 리그 우승 리더였으며 1892년에는 시카고에서 삼진 챔피언이 되었다. 그의 경력을 위해 그는 376경기에 출전하여 182승 163패, 평균자책점은 3.59, 삼진 1,235개의 기록을 세웠다. 그는 야구 역사상 단일 시즌에 500~600이닝을 던진 가장 최근의 선수이며, 이는 그가 1892년에 마지막으로 달성한 위업이다.
현재 시카고 컵스인 시카고 프랜차이즈와 함께한 7시즌 동안 그는 우승(181)에서 프랜차이즈 역사상 4위, 투구 게임에서 6위(367), 투구 이닝 에서 2위(3021), 삼진에서 6위(1224)를 기록하였다.
그는 코네티컷주 뉴헤이븐에서 태어나 예일대학교를 다녔고 나중에 미주리주 캔자스시티 에서 66세의 나이로 세상을 떠났다.